# Palača Barberini
Palača Barberini (talijanski: Palazzo Barberini) je barokna palača u Rimu; jedna od dvije lokacije u kojima je smještena Galleria Nazionale d'Arte Antica. Nalazi se na adresi via delle Quattro Fontane, 13.

## Povijest
Palača Barberini je napravljena za papu Urbana VIII., člana obitelji Barberini, koju je dizajnirao talijanski arhitekt Carlo Maderno (1556.–1629.) na staroj lokaciji vile Sforza. Maderno je započeo rad 1627. godine, uz pomoć svog nećaka Francesca Borrominija. No, smrću Maderna, Boromini je preskočen i dovršenje palače je povjereno mladom arhitektu, koji je tada bio poznatiji kao kipar, Berniniju. Dva velika arhitekta su jedno kratko vrijeme radili zajedno i palaču je dovršio Bernini 1633. godine. Palača je prava barokna palača sa središnjom ovalnom dvoranom visine dva kata koja dominira unutarnjim trgom (cour d'honneur) uokvirenim s dva simetrična krila. Kao takva utjecala je na dizajn brojnih baroknih palača, uključujući Versailles. Strop njenog središnjeg salona je dekorirao Pietro da Cortona, u čast Božije providnosti, kako bi se veličala papinska obitelj Barberini. Nakon smrti pape Urbana VIII., palaču je konfiscirao papa Inocent X. i vraćena je obitelji Barberini 1653.
Tijekom izgradnje vile Savorgnan di Brazzà, u stražnjem podrumu zgrade otkriven je rimski Mitrej iz 2. st.
U ovoj palači potpisana je ključna Europska konvencija o ljudskim pravima 4. studenog 1950., kojom je osnovan Europski sud za ljudska prava.

## Kronološka galerija zbirke palače Barberini
- Piero di Cosimo, Marija Magdalena, oko 1490.
- Rafael, La Fornarina, oko 1519.
- Lorenzo Lotto, Mistično vjenčanje sv. Katarine, oko 1524.
- Hans Holbein mlađi, Portret Henrika VIII., oko 1540.
- Caravaggio, Judita odrubljuje glavu Holofernu , oko 1598.
- Caravaggio, Narcis (Caravaggio), oko 1598.
- Pietro da Cortona, Alegorija božanske providnosti i moći Barberinija, 1633-1639.
- Matthias Stom, Samson i Dalila, oko 1632.
- Artemisia Gentileschi, Autoportret, oko 1637.

## Vanjske poveznice
|  | Zajednički poslužitelj ima još gradiva o temi Palača Barberini |

- Gallerie Nazionali d'Arte Anticai Službene stranice